# Тетраборид плутония
Тетраборид плутония — бинарное неорганическое соединение
плутония и бора
с формулой PuB4,
кристаллы.

## Получение
- Сплавление стехиометрических количеств чистых веществ:

{\displaystyle {\mathsf {Pu+4B\ {\xrightarrow {T}}\ PuB_{4}}}}
- Нагревание трихлорида плутония и диборида магния в инертной атмосфере [2].

## Физические свойства
Тетраборид плутония образует кристаллы
тетрагональной сингонии,
пространственная группа P 4/mbm,
параметры ячейки a = 0,71018 нм, c = 0,40028 нм, Z = 4,
структура типа ThB4
 .
Соединение конгруэнтно плавится при температуре ≈2430°С.